# Ras le bol (film, 1973)
Pour le film de 1999, voir Ras le bol (film, 1999).
Pour les articles homonymes, voir Ras-le-bol.
Pour plus de détails, voir Fiche technique et Distribution.
Ras le bol est un film franco-belge réalisé et coécrit par Michel Huisman, sorti en 1973.

## Synopsis
Appelé à effectuer son service militaire, Bert, un jeune homme déjà intégré dans la vie active, subit cette obligation comme une rupture invivable et s'intègre très difficilement à la vie militaire.

## Fiche technique
- Réalisateur : Michel Huisman
- Scénario et dialogue : Jean-Patrick Manchette
- Assistant réalisateur : Patrick Hella et Didier Philippe-Gérard
- Producteurs : Paul Claudon et Jacqueline Pierreux

## Distribution
- Xavier Gélin : Bert Guilloux, le jeune incorporé
- Eve Bonfanti : Jonquille, sa fiancée
- John Dobrynine : Michel Cheraz
- Jean-Pierre Castaldi : Ralf Ondé
- Etienne Chicot : Philip
- André Burton : Mennelbert
- Georges Aubrey
- Christian Panier